# Майже два місяці
«Майже два місяці» — радянський телефільм 1980 року, знятий режисером Рамазом Гіоргобіані на кіностудії «Грузія-фільм».

## Сюжет
Телефільм про роботу будзагону грузинських студентів у Смоленській області. Про становлення характерів молодих хлопців, які вперше залишили рідну домівку, щоб розпочати доросле самостійне життя.

## У ролях
- Георгій Кіпіані — Коте
- Георгій Хетагурі — Темо
- Георгій Меладзе — Заза
- Гела Гаганідзе — Гурам Мікадзе, студент-медик
- Валерій Джалагонія — Бочіа
- Алла Сосіна — Валя
- Вахтанг Кобаїдзе — Вахтанг, бригадир
- Тенгіз Мумладзе — Резо, начальник будзагону
- Грігол Муджірі — Михайло Євгенович, батько Коте
- Зураб Імерлішвілі — Зураб
- Олександр Байдаков — Льоша, шофер, студент
- Олена Момченкова — Зінка
- Абессалом Лорія — кухар
- Грігол Талаквадзе — Ерміл, бувалий моряк, дідусь Темо

## Знімальна група
- Режисер — Рамаз Гіоргобіані
- Сценаристи — Бадрі Чохонелідзе, Автанділ Чхіквішвілі
- Оператор — Михайло Мєдніков
- Композитор — Гогі Члаїдзе
- Художник — Микола Зандукелі